# Dálnice A7 (Rakousko)
Dálnice A7 (německy Autobahn A7 nebo Mühlkreis Autobahn) je dálnice v Rakousku. Začíná na křižovatce jižně od Lince s dálnicí A1 a vede katastrem města severně do oblasti Mühlviertel a končí po 27 km u obce Unterweitersdorf.
První úsek od dálnice A1 k sjezdu Salzburger Straße byl otevřen 24. října 1964. V letech 1971 až 1979 byly otevřeny další úseky na území města. Mezi lety 1974 a 1982 byl vystavěn úsek mezi hranicí města a dnešním koncem dálnice.
Původně bylo plánováno, že dálnice povede až na česko-rakouskou hranici k přechod Wullowitz – Dolní Dvořiště. Z důvodů ekologických a také z důvodů nízké dopravní zátěže (zapříčiněné tehdy existující železnou oponou) nebyla stavba realizována. Dálnice měla pokračovat přes údolí Gusental ve směru Freistadt. Obchvat Freistadtu měl být západně od města, pro přechod nádraží byl plánován dlouhý most navazující na tunel St. Peter.
V současné době je nutné překonat zbývajících 35 km k hranici po silnici B 310 (Mühlviertler Straße), v blízké budoucnosti (Freistadt Nord do roku 2015; hranice cca 2020/2025) bude tato silnice nahrazena rychlostní silnicí S10 (Mühlviertler Schnellstraße). Trasa obchvatu Freistadtu povede východně od města.
Dálnice A7 je na území Lince s provozem 63 790 vozidel za den druhým nejzatíženějším úsekem spolkové země Horní Rakousy. Ke snížení hluku byla v hustě obydlených městských částech Bindermichl, Spallerhof a Niedernhart odhlučněna, někde dokonce snížena její niveleta a překryta. Od listopadu 2005 je doprava vedena dvěma tunely délky 1062 a 580 metrů.

## Dálniční křižovatky
- Linz (km 0) – dálnice A1 (E55, E60)
- Linz-Hummelhof (km 6) – dálnice A26